# Spinnerbrücke

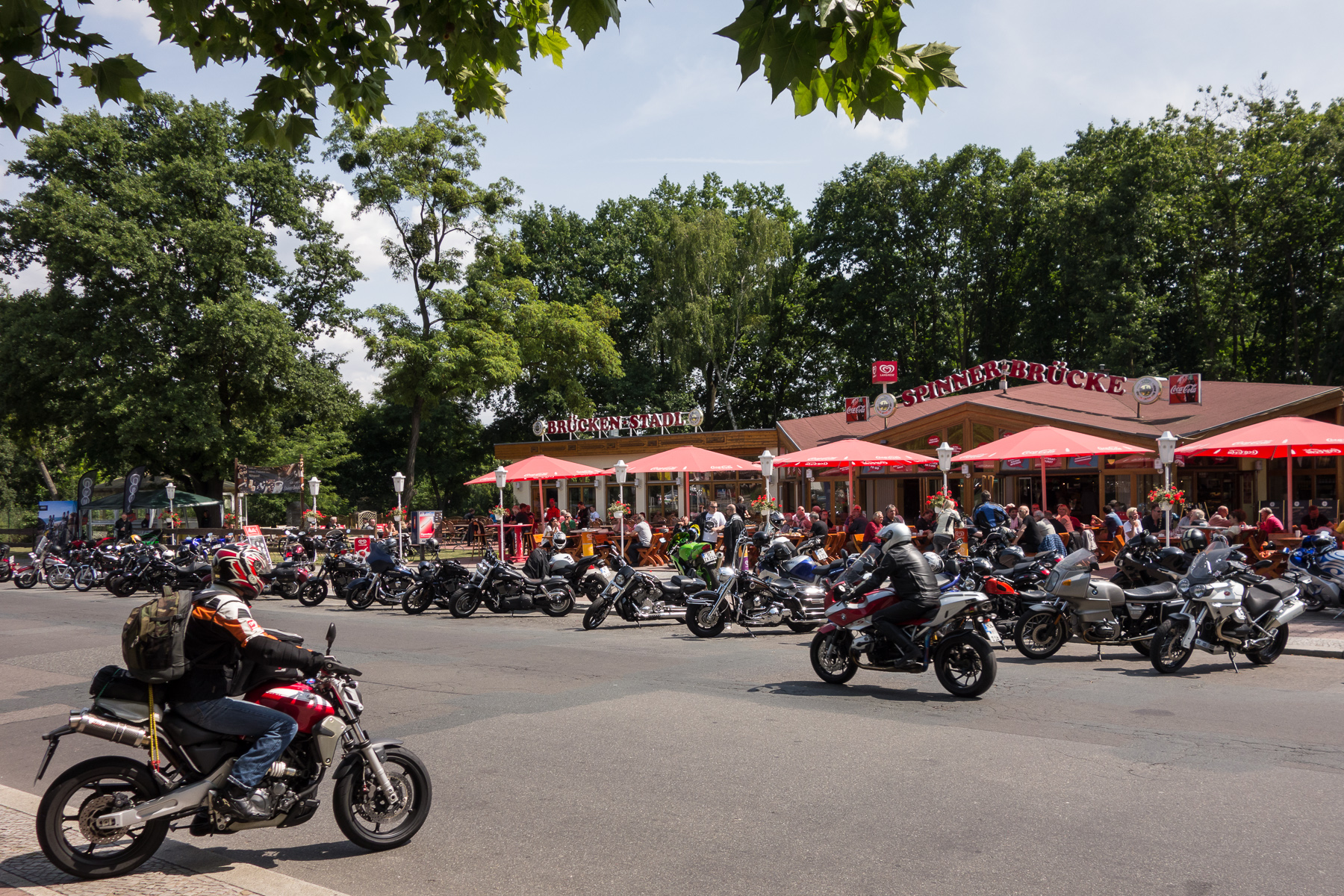
Treffpunkt Spinnerbrücke – dahinter das gleichnamige Lokal

Spinnerbrücke ist der Spitzname für die Spanische-Allee-Brücke, die im Berliner Ortsteil Nikolassee die Überquerung der AVUS von der Spanischen Allee am Autobahnanschluss 3 der Bundesautobahn 115 darstellt. Das unmittelbar an der Brücke befindliche Lokal gleichen Namens ist ein Motorradtreffpunkt, der über die Grenzen Berlins hinaus bekannt ist. Die Brücke liegt in unmittelbarer Nähe der Raststätte Grunewald, des S-Bahnhofs Nikolassee sowie der Zufahrt zum Strandbad Wannsee.
Zur Herkunft des Namens existieren verschiedene Theorien. Eine geht darauf zurück, dass sich die Brücke zum Treffpunkt der von den Anwohnern gern als „Spinner“ bezeichneten Motorradenthusiasten entwickelt hat. Eine andere Theorie besagt, dass hier nach der Errichtung der AVUS im Jahr 1921 viele „Technik-Spinner“ stundenlang die dort fahrenden Autos und Motorräder beobachteten.